# Abraham Sutzkever

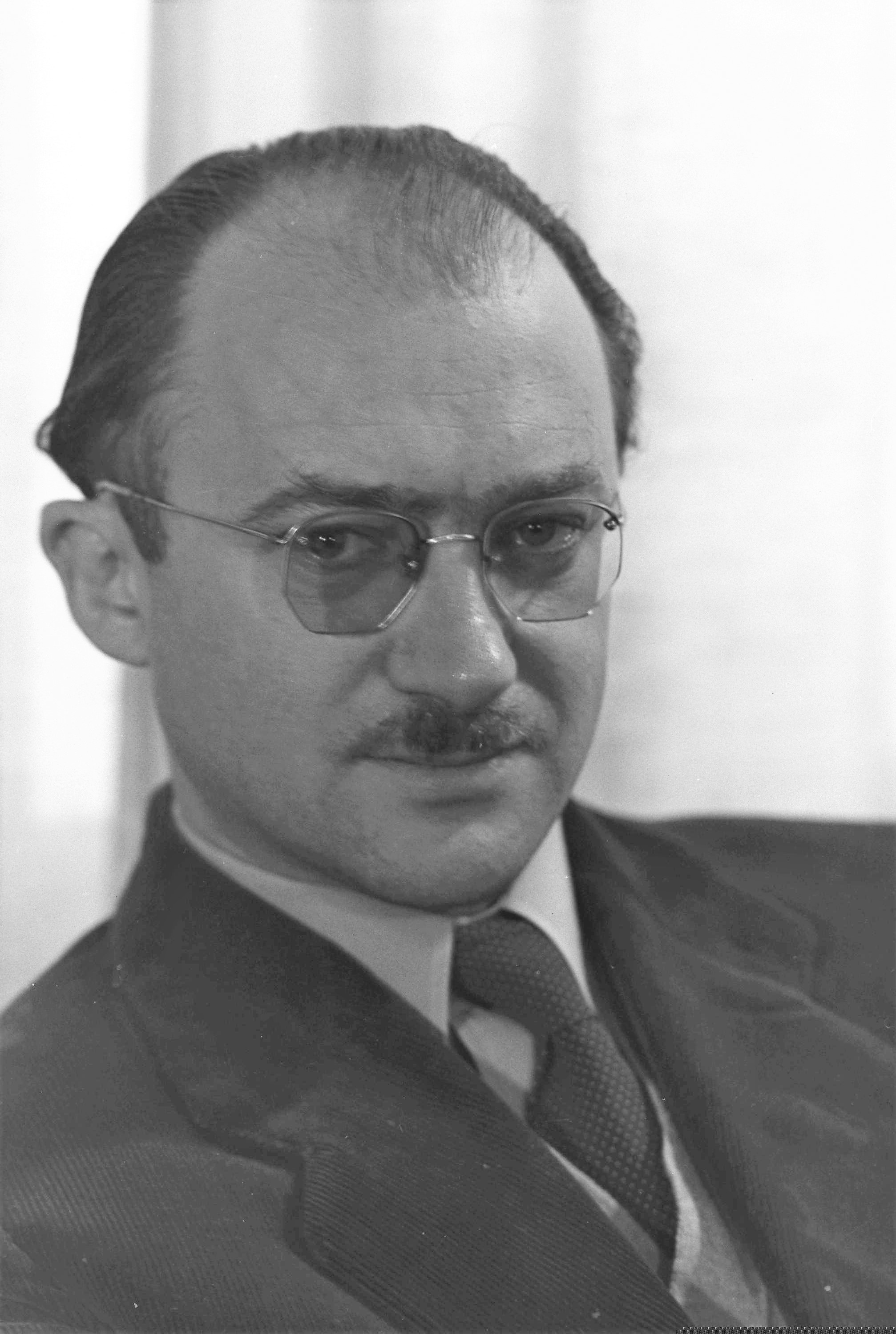
Abraham Sutzkever, 1950

Abraham Sutzkever (ídish: אַבֿרהם סוצקעווער — Avrom Sutskever; hebreo: אברהם סוצקבר; julio 15, 1913 – 20 de enero de 2010) fue un reconocido poeta de la lengua ídish. El doctor Paul Glasser del Instituto YIVO en Nueva York declaró: «En el mundo de la posguerra, Sutzkever pasó a ser el poeta judío más importante así como un gran poeta a nivel mundial».

## Biografía
Abraham (Avrom) Sutzkever nació el 13 de julio de 1913 en Smorgon, Gobernación de Vilna, Imperio ruso (ahora conocido como Smarhon', en Bielorrusia). Durante la Primera Guerra Mundial, la familia se mudó a Omsk, en Siberia, donde su padre, Hertz Sutzkever, murió. En 1921, su madre, Rayne (nacida Fainberg), trasladó a la familia a Vilna, donde Sutzkever asistió a la escuela hebrea para niños, conocida como jéder.
Sutzkever asistió a la escuela secundaria judío-polaca Herzliah. Más tarde auditó clases de literatura polaca en la Universidad, y, a través de un amigo, fue introducido en la poesía rusa. Sus primeros  poemas fueron escritos en hebreo.
En 1930 Sutzkever se unió al grupo de exploradores judíos de nombre Bin ("Abeja"), en cuya revista publicó su primera pieza literaria. Fue también ahí donde conoció a su futura esposa,  Freydke.
En 1933, formó parte de los escritores y artistas del grupo Yung-Vilne, entre los cuales se encontraban sus poetas amigos Shmerke Kaczerginski, Chaim Grado, y Leyzer Volf.
Sutzkever contajo nupcias con Freydke en 1939, un día antes del inicio de la Segunda Guerra Mundial.
En 1941, tras la ocupación nazi de Vilna, Sutzkever y su mujer fueron enviados al gueto de Vilna. Ahí fueron asignados a trabajar en la catalogación de documentos para ser enviados a un instituto en Frankfurt operado por los nazis. Poniendo en riesgo sus vidas, Sutzkever y sus colegas escondieron detrás del yeso y ladrillos de muros del ghetto importantes documentos, como un diario escrito por Theodor Herzl, dibujos de Marc Chagall y Alexander Bogen, así como otros tesoros. Los nazis asesinaron a su madre e hijo bebé. El 12 de septiembre de 1943, Sutzkever y su mujer huyeron a los bosques y, junto con su amigo, el poeta ídish Shmerke Kaczerginski, lucharon contra las fuerzas de ocupación como parte del batallón judío del ejército partisano.
En 1943, su poema narrativo Kol Nidre llegó a manos del Comité Anti-Fascista Judío en Moscú, entre cuyos miembros estaban Ilya Ehrenburg y Boris Pasternak, así como el futuro presidente exiliado de la Lituania soviética, Justas Paleckis. Ellos imploraron al Kremlin que mandase un avión a rescatarlos. De esta forma, un avión localizó Sutzkever y Freydke en marzo de 1944, y los llevó a Moscú, donde nació su hija, Rina.
En febrero 1946, fue llamado para servir de testigo en los procesos de Núremberg, donde atestiguó en contra de Franz Murer, el asesino de su madre e hijo. Tras una breve estancia en Polonia y París, Sutzkever decidió emigrar a Palestina (entonces aun bajo el Mandato Británico), llegando a Tel Aviv en 1947.
Dos años más tarde, 1949, Sutzkever fundó la revista en ídish Di Goldene Keyt (La cadena corada).
Sutzkever fue un viajero entusiasta: visitó junglas sudamericanas y la sabana africana, donde el espectáculo de una manada de elefantes o la canción de un jefe de la tribu de los basotho eran fuente de inspiración de sus versos en ídish.
En 1985, Sutzkever fue el primer escritor ídish en recibir el prestigioso Premio Israel por su literatura. Un compendio en inglés apareció en 1991 así como traducciones a múltiples idiomas, incluyendo turco y japonés.
Freydke, su mujer, murió en 2003.
Abraham Sutzkever murió el 20 de enero de 2010 en Tel Aviv, a la edad de 96 años.
Dejó dos hijas Rina y Mira, así como dos nietos.

## Carrera literaria
Sutzkever comenzó a escribir poesía a una edad temprana, inicialmente en hebreo. Publicó su primer poema en Bin, la revista del grupo de exploradores judíos del mismo nombre. Más tarde, Sutzkever fue parte del grupo Yung Vilne ("la joven Vilna") fundado en el principio de los 1930s. En 1937, su primer volumen de poesía en ídish, Lider (Poemas), fue publicado por el capítulo ídish de la sociedad de escritores del PEN Club Internacional; su segundo libro, Valdiks (Del Bosque, 1940), aparecido después de su traslado a Varsovia, durante el periodo de autonomía lituana.
En Moscú, Sutzkever escribió una crónica de sus experiencias en el gueto de Vilna (Fun vilner geto,1946), una colección de poesía Lider fun geto (1946; “Poemas del Ghetto”) y empezó Geheymshtot ("Ciudad Secreta",1948), un poema épico sobre los judíos que vivieron escondidos en las cloacas de Vilna.
En 1949, Sutzkever fundó en Israel la única revista literaria trimestral en ídish Di goldene keyt (La Cadena Dorada), la cual editó hasta su cierre en 1995. Con ella, Sutzkever resucitó las carreras literarias de escritores en ídish en Europa, América, la Unión Soviética e Israel. Sin embargo, la política del Sionismo oficial le resto importancia al ídish, definiéndolo como dialecto de una diáspora derrotista. "Ellos no podrán desarraigar mi lengua," replicó él. "Despertaré a todas las generaciones con mi rugido".
La poesía de Sutzkever fue traducida al hebreo por Nathan Alterman, Avraham Shlonsky y Leah Goldberg. En los años 1930s, su trabajo fue traducido al ruso por Boris Pasternak.

## Publicaciones
- Di festung (1945; “La Fortaleza”)
- Yidishe Gas (1948; “Calle judía”)
- Sibir (1953; "Siberia")
- En midber Sinai (1957; "En el Desierto del Sinai")
- Di fidlroyz (1974; "La Rosa del violin": Poemas 1970–1972")
- Griner akvaryum (1975; “Acuario Verde”)
- Fun alte un yunge ksav-yadn (1982; "Risas bajo el Bosque: Poemas de Manuscritos Viejos y Nuevos")

## Trabajos traducidos al inglés
- Siberia: Un Poema, traducido por Jacob Sonntag en 1961, parte de la Colección UNESCO de Trabajos Representativos.[11]
- Quemado Pearls : Ghetto Poems of Abraham Sutzkever, traducido del ídish por Seymour Mayne; introducción de Ruth R. Wisse. Oakville, Ont.: Mosaic Press, 1981. ISBN 0-88962-142-X
- La Rosa del violín: Poemas, 1970-1972, Abraham Sutzkever; seleccionado y traducido por Ruth Whitman; dibujos por Marc Chagall; introducción por Ruth R. Wisse. Detroit: Wayne State University Press, 1990. ISBN 0-8143-2001-5
- A. Sutzkever: Selected Poetry and Prose, traducido del ídish por Barbara y Benjamin Harshav; introducción por Benjamin Harshav. Berkeley: University of California Press, 1991. ISBN 0-520-06539-5
- Laughter Beneath the Forest: Poems from Old and Recent Manuscripts by Abraham Sutzkever; traducido del ídish por Barnett Zumoff; ensayo introductorio de Emanuel S. Goldsmith. Hoboken, NJ: KTAV Publishing, 1996. ISBN 0-88125-555-6

## Premios y reconocimiento
- En 1985, Sutzkever recibió el Premio Israel por su labor literaria.[12] Sus poemas han sido traducidos a 30 idiomas.[13]

## Grabaciones
- Hilda Bronstein,AVogn Shikh, letra de Avrom Sutzkever, música por Tomas Novotny Yiddish Songs Old and New, ARC Records
- Karsten Troyke, Leg den Kopf auf meine Knie, letra de Selma Meerbaum-Eisinger, Itzik Manger y Abraham Sutzkever, música de Karsten Troyke
- Abraham Sutzkever, The Poetry of Abraham Sutzkever (Poeta de Vilna): Leído en ídish, producido por Ruth Sensata, Folkways Records

## Composiciones
- "Las Hermanas Gemelas" - "Der Tsvilingl", música de Daniel Galay, texto de Abraham Sutzkever. Narrador (ídish) Michael Ben-Avraham, El Cuarteto de Cuerda israelí de Música Contemporánea (Violín, Viola, Chelo), percusión, piano. Primer estreno en Tel-Aviv el 10 de febrero de 2003 con motivo del 90.º cumpleaños de Abraham Sutzkever.
- "La Semilla del Sueño", música por Lori Laitman, basado en poemas de Abraham Sutzkever traducido (al inglés) por C.K. Williams y Leonard Wolf.[14][15] Obra comisionada por el grupo The Music of Remembrance[16] (Seattle, Washington) con estreno en mayo de 2005 en la Sala Benaroya (Seattle) por el  barítono Erich Parce, la pianista Mina Miller, y el chelista Amos Yang. Desarrollada más tarde, en enero 28, 2008, por la Chamber Music Society of Southwest Florida con la mezzo-soprano Janelle McCoy, el chelista Adam Satinsky y la pianista Bella Gutshtein del Russian Music Salon.[17][18]

## Lectura adicional
- Dawidowicz, Lucy S. From that Place and Time: A Memoir 1938 - 1947. Nueva York: Norton, 1989. ISBN 0-393-02674-4
- Kac, Daniel. Wilno Jerozolimą Porło. Rzecz o Abrahamie Sutzkeverze". Sejny: Pogranicze, 2004. ISBN 83-86872-51-9
- Szeintuch, Yehiel. "Abraham Sutzkever", en Enciclopedia del Holocausto. Nueva York: Macmillan Referencia de Biblioteca EE.UU.. ISBN 9780028645278  vol. 4, pp. 1435@–1436